# I Took up the Runes
Albums de Jan Garbarek
Legend of the Seven Dreams
(1988) Ragas and Sagas
(1992)
I Took up the Runes est un album du saxophoniste norvégien Jan Garbarek, paru en 1990 sur le label Edition of Contemporary Music. C'est un disque avec Jan Garbarek au saxophone ténor et soprano, Rainer Brüninghaus au piano, Eberhard Weber à la contrebasse, Naná Vasconcelos aux percussions et Manu Katché à la batterie. Le disque est enregistré en août 1990 par Jan Erik Kongshaug à Oslo.

## Description

### Musiciens
- Jan Garbarek - saxophone ténor, saxophone soprano
- Rainer Brüninghaus - piano
- Eberhard Weber - contrebasse
- Naná Vasconcelos - percussions
- Manu Katché - batterie

Invités:
- Bugge Wesseltoft - synthétiseurs
- Ingor Ánte Áilo Gaup - voix

### Titres
| No  | Titre                      | Durée |
| --- | -------------------------- | ----- |
| 1.  | Gula, Gula                 | 5:55  |
| 2.  | Molde Canticle, Pt 1       | 5:13  |
| 3.  | Molde Canticle, Pt 2       | 5:43  |
| 4.  | Molde Canticle, Pt 3       | 9:54  |
| 5.  | Molde Canticle, Pt 4       | 5:10  |
| 6.  | Molde Canticle, Pt 5       | 6:06  |
| 7.  | His eyes Were Suns         | 6:04  |
| 8.  | I Took up the Runes        | 8:51  |
| 9.  | Buena Hora, Buenos Vientos | 5:24  |
| 10. | Rahkki Sruvvis             | 2:26  |